# جیدای ماتسوری

جیدای ماتسوری (به ژاپنی: 時代祭 Jidai Matsuri) به معنی «جشنواره قرون»، یک جشنواره‌های ژاپنی (ماتسوری) است که هر ساله در ۲۲ اکتبر در کیوتو، ژاپن برگزار می‌شود.

## تاریخچه
محل برگزاری این جشنواره از سال ۱۸۹۶ در معبد شینتویی، هی‌آن جینگو است. این معبد در سال ۱۸۹۵ میلادی که تقریباً هزار و صدمین سال انتقال پایتخت به کیوتو بود ساخته شد. در سال ۷۹۴ پایتخت نوینی که الگوی آن از پایتخت چین آن زمان اقتباس شده بو ساخته شد، این شهر که پایتخت دائمی دوّم بود تقریباً تا هزار سال همچنان مقر تاج و تخت باقی ماند. به اعتبار این مدت، این شهر مجموعه‌ای از زیبائی‌ها و آثار تاریخی و معابد و ابنیه عمومی، قصرهای متعدد و غیره دارد که از گنجینه‌های هنری بی همتای تاریخ بشر به‌شمار می‌آید. انتقال پایتخت از نارا به کیوتو نمایانگر آغاز دوره هی‌آن (۷۹۴–۱۱۸۵) بود. انتقال پایتخت به کیوتو از نظر تاریخی نقش بسیار مهمی دارد. در آن عصر کسانی که قصد تصاحب حاکمیت را داشتند در وهله اول متوجه کیوتو (مقر امپراتور و ثقل قدرت سیاسی کشور) می‌شدند. در این جشنواره باشکوه، وضعیت اجتماعی، فرهنگی و سیاسی گذشته‌های کیوتو به نمایش گذاشته می‌شود و تماشاگران جامعه ژاپن را در هزار و چند سال پیش در ذهن مجسم می‌کنند.

## اجرا
در هنگام جیدای ماتسوری صبح زود، می‌کوشی (زیارتگاه‌های قابل حمل) که از کاخ امپراتوری کیوتو بیرون آورده شده و جشن آغاز می‌شود تا مردم بتوانند ادای احترام را نسبت به آن به جای بیاورند. می‌کوشی نمایانگر امپراتور کانمو و امپراتور کومی است. رژه پنج ساعته و دو کیلومتری از بعد از ظهر آغاز می‌شود، این رژه یا راه‌پیمایی با تقریباً ۲۰۰۰ مجری که لباس‌های سامورایی، شخصیت‌های نظامی و مردم عادی را از نخستین دوره تاریخ ژاپن تا دوره میجی پوشیده‌اند، آغاز می‌شود. اینها را زنان ژاپنی که لباس مجلسی (جیهونی‌تو) (十二 単 衣، juunihitoe) را پوشیده‌اند، دنبال می‌کنند. سرانجام می‌کوشی‌ها همراه با یک گروه نظامی که گاگاکو می‌نوازند، حمل می‌شود. این رژه در معبد هی‌آن جینگو به پایان می‌رسد.